# Kate Lyra
Katherine Lee Riddell Caughey de Barbosa Lyra (Ray, 3 de juliol de 1949) és una actriu i guionista estatunidenca que va fer carrera al Brasil. Kate és escriptora, guionista, traductora i actriu. Ha actuat en telenovel·les per Rede Globo, TV Record, TV Bandeirantes, Televisa (Mèxic) i a la xarxa NBC (EUA). Ha realitzat diversos treballs independents per a CBB Breaking News i BBC. es va casar, a finals dels anys seixanta, amb Carlos Lyra. Des de llavors, s'ha establert al Brasil. Als anys 70 va participar en comèdies, com Planeta dos Homens (Rede Globo) i Praça da Alegria (Rede Globo) — que va reprendre l'èxit amb la frase ganxo "Brasileiro é tão bonzinho", amb el personatge que ja era de Jacqueline Myrna. El 1977 va gravar un compacte amb una cançó, el títol del qual era la frase que la va fer famosa. Va ser en aquest moment quan també va començar la seva carrera com a actriu de cinema. Va fer Um Edifício Chamado 200, de Carlos Imperial (1973) i Banana Mecânica, de Braz Chediak (1974).
En la dècada del 1980 coneix Walter Hugo Khoury, i la seva carrera es desvia del gènere comèdia eròtica per actuar en la densa obra del director. Amb Khoury treballa a O Prisioneiro do Sexo (1978), Convite ao Prazer (1980) i Eros, O Deus do Amor (1981).
Al seu torn als anys vuitanta, també va iniciar el seu activisme feminista, participant com una de les fundadores del col·lectiu de cinema i vídeo femení, el 1984-84, i ingressant al CEDIM - Consell Estatal pels Drets de les Dones / RJ, el 1987-1988.. Com a directora, va dirigir el curtmetratge O Círculo, que es va presentar al Festival de Gramado. El tema de la pel·lícula és de Carlos Lyra, executat per Luis Eça. Com a guionista, Kate va rebre el premi APCA pel seu treball a A Causa Secreta, de Sérgio Bianchi.
El 2004 va produir i dirigir amb Emilio Santiago el clip en format digital Copacabana per al festival de música de Rio-l'Havana. A la dècada de 2000, va tornar a actuar al cinema posterior a la recuperació, com a Bossa Nova (2000) de Bruno Barreto, i al Red Globo la telenovel·la Passione (2010), de Silvio de Abreu.
Com a investigadora, va ser membre del Centre d'Estudis Musicals de la Universitat Cândido Mendes-UCAM entre 2001-2008. Entre els seus articles hi ha la ponència "Hip-Hop, Rap e Funk no Rio de Janeiro" presentada al seminari "Cultures juvenils i noves sensibilitats" a la UCAM i a la Universitat de Geòrgia (UGA) a Athens, EUA.
Altres publicacions acadèmiques inclouen Eu não sou cachorra não! Não? Voz e Silêncio na construção da identidade feminina no rap e no funk no Rio de Janeiro' i "Rio´s Feminist Funk: An Undulating Curve of Shifting Perspectives. Des de 2008 és Directora de LATC - Latin American Training Center.

## Treballs a la televisió
| Any  | Títol                | Personatge                |
| ---- | -------------------- | ------------------------- |
| 2010 | Passione             | Myrna                     |
| 2008 | Faça Sua História    | Rita                      |
| 2007 | Amor e Intrigas      | Peggy                     |
| 2006 | Minha Nada Mole Vida | Ewe                       |
| 2005 | A Diarista           | Ruth                      |
| 2003 | Brava Gente          | Kate Brando               |
| 1991 | O Dono do Mundo      | Cliente de Felipe Barreto |
| 1982 | Ninho da Serpente    | Pietra                    |
| 1982 | Estúdio A... Gildo   | Andreia                   |
| 1981 | Jogo da Vida         | Dóris Gumm                |
| 1981 | Viva o Gordo         | Diversos personatges      |
| 1977 | Praça da Alegria     | Gringa Ingênua            |

## Cinema
| Any  | Títol                       | Personatge              |
| ---- | --------------------------- | ----------------------- |
| 2012 | De Pernas pro Ar 2          | Mare Mary               |
| 2012 | Os Penetras                 | Mãe Estrangeira         |
| 2005 | Sou Feia mas Tô na moda     | Ella mateixa            |
| 2003 | My Father, Rua Alguem 5555  | Periodista              |
| 2000 | Bossa Nova                  | Recepcionista da Escola |
| 1992 | Kickboxer 3: The Art of War | esposa de Branco        |
| 1981 | Mulher Objeto               | Helen                   |
| 1981 | Eros, O Deus do Amor        | Miss Collins            |
| 1980 | Convite ao Prazer           | Miss Harriet            |
| 1979 | Uma Fêmea do Outro Mundo    | Márcia                  |
| 1979 | Nos Tempos da Vaselina      | Liz                     |
| 1978 | O Prisioneiro do Sexo       | Helen                   |
| 1975 | A Extorsão                  | Laura                   |
| 1974 | O Signo de Escorpião        | Ângela - Aquário        |
| 1974 | Banana Mecânica             | Vera                    |
| 1973 | Um Edifício Chamado 200     | Ana                     |